# حسن أباد أناركي (محمدية أردكان)
حسن أباد أنارکي (بالفارسية: حسن‌آباد انارکی) هي قرية تقع في إيران في قسم محمدیة الريفي. يقدر عدد سكانها بـ 106 نسمة .